# Курлак
Курла́к (Большой Курлак) — река в Воронежской области России, протекающая в Аннинском и Эртильском районах. Левый приток Битюга, бассейн Дона.

## Этимология названия
Есть несколько вариантов перевода названия реки. Практически все они связаны с тюркоязычными этносами. Согласно первому и самому распространённому варианту, в переводе с тюркского языка Курлак означает «маленькая река» или «ручей» (по мнению профессора В. П. Загоровского). Впрочем, имеются и другие толкования названия реки: «пчельник», а также «волчья река». Если рассматривать перевод названия как «волчья река», то у сторонников данной позиции есть главный аргумент: в переводе с тюркского языка «курт» — волк, заключительная часть «-лак» указывает на прилагательное, элемент «а» (историческое название река «Курталак») представляет собой соединительную гласную.

## История
До заселения этих земель русскими людьми всё Прибитюжье и окружающие земли назывались Диким полем. Здесь обитали скифы, сарматы, хазары, половцы, печенеги. В конце XVII века здесь появляются первые поселенцы, однако татары, ногаи не переставали совершать на русские поселения набеги. Именно эти народы и назвали здешнюю реку Курлаком. Историческое название реки — Курталак. Существует предположение, что до начала XVII века в этих местах обитали также мордовские племена.
Река Курлак от истока и до устья входила в территорию Червлёного Яра, существовавшего с первой трети XIII до конца XVI веков в междуречье Хопра и Дона.
28 апреля 1708 года на реке Курлак между царскими войсками и казаками-повстанцами под предводительством Лучки Хохлача произошла битва.
Первое поселение по берегам Курлака, которое зафиксировано в источниках — слобода Курлацкая (сегодня село Старый Курлак), основанная дворцовыми крестьянами из северных уездов России и однодворцами. Около 1740 года дворцовыми крестьянами из северных уездов России на правом, противоположном слободе Курлацкой берегу был основан современный Новый Курлак. Около 1858 года потомками однодворцев из Старого Курлака основано село, которое первоначально называлось Старый Курлак Казённый, после — Старый Курлак Второй, сейчас — село Моховое.

## География
Река Курлак — левый приток Битюга. Его длина — 78 км, площадь водосбора — 709 км². Средний годовой расход в устье — 1,55 м³/с, минимальный летний среднемесячный расход воды — 0,01 м³/с.
Курлак впадает в Битюг восточнее села Старый Курлак — новое русло реки, старое русло (Курлачок) — впадает в Битюг южнее Бродового у села Новый Курлак.
Характерной особенностью бассейна Курлака является большая изрезанность его густой сетью балок и оврагов. Их склоны плавно сливаются с прилегающей местностью. Балки раньше представляли собой водотоки длиной менее 10 км. Их насчитывалось в бассейне 29 при суммарной длине 86 км. В настоящее время все притоки Курлака и сеть более мелких водотоков превратились в суходолы. И только Малый Курлак сохранил статус эпизодически пересыхающей реки. Сам же Курлак (его ещё называют Большой Курлак) является рекой с постоянным течением на устьевом 26-километровом участке, расположенном южнее лога Осиновый. Ширина реки здесь 10—15 м, глубина до 1 м.
Курлак — одна из типичных малых рек Битюго-Хопёрского гидрологического района. В межень, кроме устьевого участка, она представляет собой цепочку озёр — плёсовых участков, не связанных между собой поверхностным стоком. Вода в плёсах сохраняется почти каждый год. Длина плёсов — 15—30 м, отдельные достигают 100—200 м. Положение пересохшего участка перекатов помогает определить полоска изумрудной травы в малозаметных углублениях. Русло заполняется водой в основном весной и после интенсивных дождей. На Курлаке наблюдаются процессы обмеления русла, зарастания камышом и заболачивания. Вследствие отсутствия проточности происходит загрязнение воды естественным путём; на небольших плёсах, заросших тростником и камышом, она «цветёт».
Водные ресурсы реки Курлак очень малые. Среднемноголетний объём годового стока — 48,9 млн м³ (69 мм.), а в очень маловодный год 95%-ной обеспеченности — 26,7 млн м³ (38 мм.). Объём весеннего стока ещё меньше: 36 млн м³ (55 мм.) и 9,2 млн м³ (13 мм.). Катастрофически низкий объём минимального летнего среднемесячного стока: 354,5 тыс. м³ (О.50 мм.) и 191,0 тыс. м³ (0,27 мм.). В этих условиях для нормального развития народного хозяйства необходимо было регулировать весенние воды.
Река Курлак протекает по Окско-Донской равнине, в луговой местности. Лес по берегам растёт в низовьях реки. Долина местами заболочена. Курлак берёт своё начало в Эртильском районе Воронежской области России в урочище Гречишные кусты. В Эртильском районе реке Курлак дают начало две маленькие речушки Малый Курлак и Большой Курлак. Примерно под селом Большая Алексеевка Аннинского района Малый и Большой Курлаки соединяются в реку Курлак. Однако длина Курлака суммируется с длиной Большого Курлака. Максимальная ширина Курлака примерно 30 м, максимальная глубина примерно 5 м. Питание реки в основном снеговое и дождевое. Русло реки Курлак извилистое.
Река Курлак протекает в Битюго-Хопёрском гидрологическом районе.
В реке водятся щука, карась, карп, краснопёрка, лещ, плотва, иногда попадается сом и толстолобик.
Населённые пункты на реке Курлак от истока до устья:
- Перво-Эртиль;
- Комсомольское;
- Свободный;
- Хлебородное;
- Моховое;
- Новый Курлак;
- Старый Курлак.

### Левые притоки Курлака
- Малый Курлак;
- Лог Осиновский;
- ручей Крутенький;
- ручей Студенец.

### Правые притоки Курлака
- Озерки;
- Лог Синий